# Phidippus pruinosus
Phidippus pruinosus är en spindelart som beskrevs av Peckham, Peckham 1909. Phidippus pruinosus ingår i släktet Phidippus och familjen hoppspindlar. Inga underarter finns listade i Catalogue of Life.